# Елена Каліська
Елена Каліська  (словац. Elena Kaliská, 19 січня 1972) — словацька веслувальниця, олімпійська чемпіонка.

## Виступи на Олімпіадах
| Олімпіада    | Дисципліна                  | Місце |
| ------------ | --------------------------- | ----- |
| Атланта 1996 | слалом на байдарці-одиночці | 19    |
| Сідней 2000  | слалом на байдарці-одиночці | 4     |
| Афіни 2004   | слалом на байдарці-одиночці | 1     |
| Пекін 2008   | слалом на байдарці-одиночці | 1     |